# Giro delle Fiandre 1989
Il Giro delle Fiandre 1989, settantatreesima edizione della corsa e valida come secondo evento della Coppa del mondo di ciclismo su strada 1989, fu disputato il 2 aprile 1989, per un percorso totale di 264 km. Fu vinto dal belga Edwig Van Hooydonck, al traguardo con il tempo di 7h01'00" alla media di 37,625 km/h.
Partenza a Sint-Niklaas con 170 ciclisti di cui 77 portarono a termine il percorso.

## Ordine d'arrivo (Top 10)
| Pos. | Corridore           | Squadra      | Tempo    |
| ---- | ------------------- | ------------ | -------- |
| 1    | Edwig Van Hooydonck | Superconfex  | 7h01'00" |
| 2    | Herman Frison       | Histor-Sigma | s.t.     |
| 3    | Dag Otto Lauritzen  | 7-Eleven     | a 11"    |
| 4    | Rolf Sørensen       | Ariostea     | s.t.     |
| 5    | Mathieu Hermans     | Caja Rural   | a 14"    |
| 6    | Marc Sergeant       | Hitachi      | a 23"    |
| 7    | Allan Peiper        | Panasonic    | s.t.     |
| 8    | Dirk De Wolf        | Hitachi      | a 37"    |
| 9    | Johan Lammerts      | ADR-Santini  | s.t.     |
| 10   | Steve Bauer         | Helvetia     | s.t.     |